# سوق الصوف (تونس)

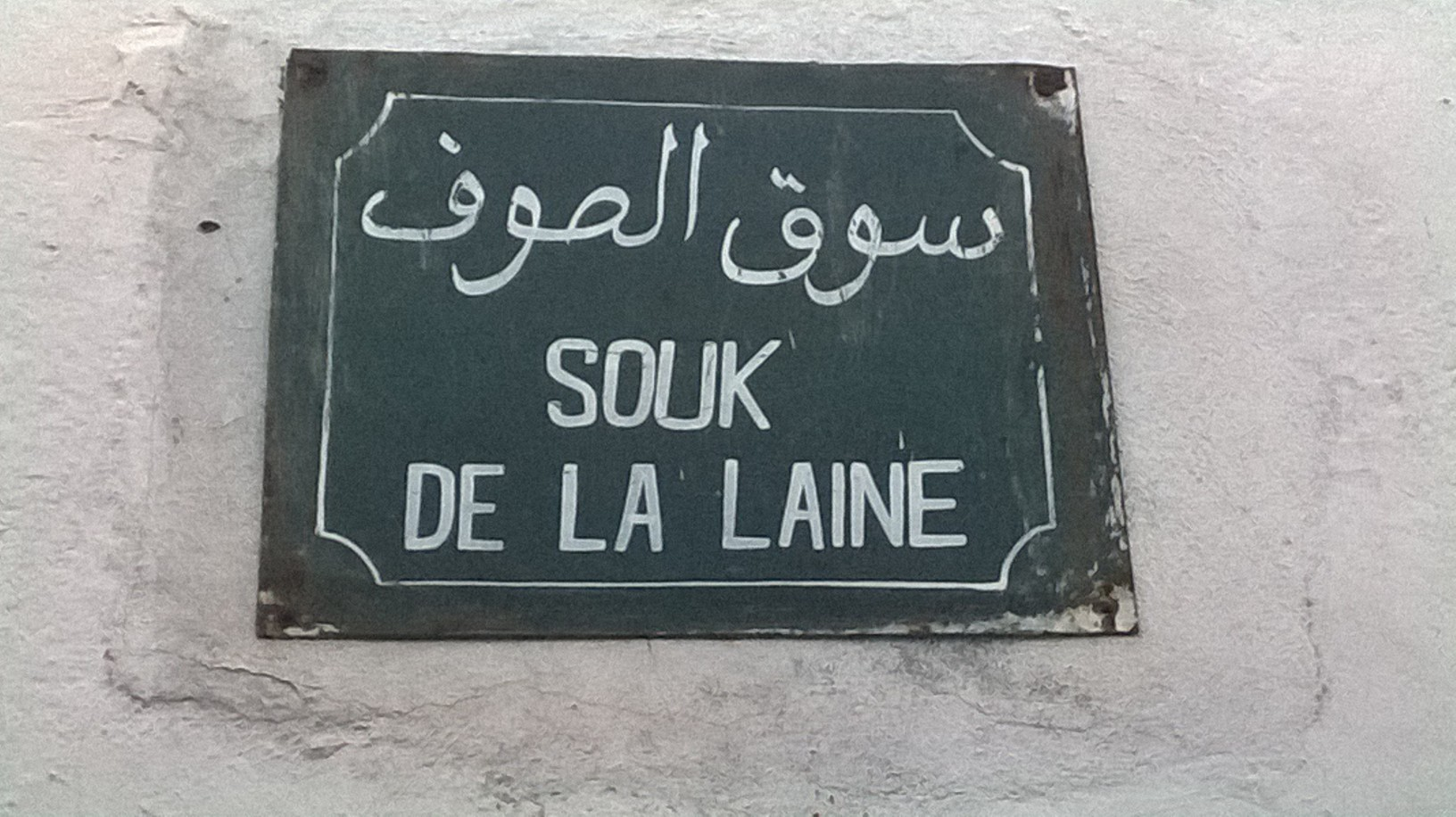
لوحة معلّقة تشير إلى سوق الصوف

سوق الصوف هي واحدة من أسواق مدينة تونس، تخصصت في بيع الصوف.

## الموقع
تقع السوق جنوب جامع الزيتونة حذو سوق القماش.